# 그녀는 날 싫어해
《그녀는 날 싫어해》(영어: She Hate Me)는 2004년 미국의 코미디 드라마 영화로, 스파이크 리가 연출하고 앤서니 매키, 케리 워싱턴, 엘런 바킨, 모니카 벨루치, 브라이언 데너히, 우디 해럴슨, 바이 링, 존 터투로 등이 출연했다.
리의 여타 연출작들과 마찬가지로 논란을 야기하였으며, 주제 의식, 이야기 과잉 문제를 중심으로 대체로 부정적인 평가를 받았다.

## 줄거리
잭은 신개발 에이즈 백신 프렉슬린의 식품의약국(FDA) 승인 문제로 고전 중인 생명공학기술 회사 프로지아에서 부사장을 지내고 있다.
동료 헤르만 실러 박사가 자살한 후 잭은 헤르만이 자술 증언을 녹화해놓은 DVD를 발견하고, 사장 릴런드 파월을 중심으로 프로지아 내에 만연한 부패 상황을 알게 된다. 잭은 미국 증권거래위원회(SEC)에 자사 윤리 강령 위반을 신고하며 내부고발자가 되고, 이를 들켜 회사에서 쫓겨나면서 자산을 동결 당한다. SEC 요원은 오히려 잭에게 의심의 눈초리를 보낸다.
아버지는 잭이 겪는 곤경을 프랭크 윌스에게 닥쳤던 고난에 비견한다. 프랭크 윌스는 워터게이트 콤플렉스 경비원으로 일하던 중 리처드 닉슨 측근들이 침입한 흔적을 발견하여 워터게이트 사건으로 닉슨이 사임하는 데 공을 세운 사람이나 언론에서 난도질을 당했으며 이후 제대로 된 직장을 갖지 못했다.
이런 잭 앞에 여자와 바람피운 끝에 레즈비언으로 커밍아웃하고 헤어졌던 전 약혼자 패티마가 나타난다. 패티마는 자신과 여자친구 앨릭스를 동시에 임신시키면 일인당 5천 달러를 주겠다며 돈이 급한 잭을 회유한다. 패티마는 이 "정자 기증"을 아예 사업화하고, 자연 임신을 원하는 레즈비언들이 찾아와 임신 목적 성관계 한 번에 1만 달러씩 낸다. 많은 레즈비언들이 만족하면서 사업은 성공을 거두지만 잭은 마음이 좋지 않다. 잭은 친구 베이다에게 XFL, NFL 등을 거친 미식축구 선수 로드 스마트의 유명한 별칭 "He Hate Me→그는 날 싫어해"을 거론하며, 패티마에겐 "She Hate Me→그녀는 날 싫어해"란 이름을 새로 붙여야한다고 말한다.
그러나 잭이 임신시킨 여성 중 하나는 하필 마피아 두목 돈 안젤로 보나세라의 딸 시모나 보나세라였다. 릴런드로부터 잭이 레즈비언들에게 제공 중인 임신 사업을 제보받고 잭이 돈 안젤로와 함께 있는 모습까지 포착한 SEC 요원은 잭을 체포한다. 잭을 둘러싼 얘기는 유명 쟁점 사건이 되어 전세계에 찬반 여론이 들끓는다.
상원 에너지·상무 위원회에서 잭은 실제로는 본인이 부정을 저질러놓고 타인에게 책임을 전가하기 위해 SEC에 가짜 제보를 한 게 아니나며 추궁당한다. 프로지아 사람들은 잭과 헤르만이 프렉슬린에서 중요한 성분을 고의로 누락했다고 거짓 증언을 제출한다. 하지만 잭은 자신과 헤르만이 원한 것은 성능 개선을 위해 개발 기간을 연장하는 것 뿐이었으며 최근 프렉슬린 실험 결과는 조작됐다고 폭로한다. 결국 잭은 승소하고 릴런드는 부패 혐의로 체포된다.
잭과 패티마는 서로 아직 마음이 남아있으면서도 동시에 앨릭스를 사랑하게 된 현 상황을 있는 그대로 받아들이고 3자 폴리아모리 관계를 갖기로 한다. 잭은 자신이 임신시킨 여성 18명과 친구로 지내고, 이제 잭에겐 본인 정자로 만들어진 아이들 19명(시모나 보나세라가 쌍둥이를 출산하였다)이 있다.

## 출연
- 앤서니 매키 - 존 헨리 "잭" 암스트롱 역
- 케리 워싱턴 - 패티마 굿리치 역
- 짐 브라운 - 제로니모 암스트롱, 당뇨병 환자인 아버지 역
- 로넷 매키 - 로티 암스트롱 역
- 마이클 저네이 - 저말 암스트롱 역
- 존 터투로 - 돈 안젤로 보나세라 역
- 모니카 벨루치 - 시모나 보나세라 역
- 큐팁 - 베이다 허프 역
- 우디 해럴슨 - 릴런드 파월 역
- 다니아 라미레스 - 앨릭스 게레로 역
- 오시 데이비스 - 뷰캐넌 판사 역
- 브라이언 데너히 - 빌리 처치 에너지·상무 위원회장 역
- 엘런 바킨 - 마고 채드윅 역
- 다비트 베넨트 - 헤르만 실러 박사 역
- 즈와 리 - 글로리아 리드 역
- 추이텔 에지오포 - 프랭크 윌스 역
- 미콜 브리아나 화이트 - 나디야 역
- 폴라 제이 파커 - 에벌린 역
- 바이 링 - 오니 역
- 서리타 차우두리 - 송 역
- 자멜 드부즈 - 도크 역
- 아이제이아 휘틀록 주니어 - 에이머스 플러드 SEC 요원 역
- 킴 디렉터 - 그레이스 역
- T.V. 카피오 - 게일 역
- 돈 하비 - G. 고든 리디 역